# Ecke Hernæus
Karl Erik (Ecke) Hernæus. född 22 oktober 1917 i Karlstad, död ? september 1993 i Slottsstadens församling, Malmö, var en svensk målare. 
Hernæus studerade vid Tekniska skolan i Stockholm 1937–1940 och vid Skånska målarskolan i Malmö 1947–1948; därefter fortsatte han studierna med två år i Paris hos André Lhote. Han vistades sedan kortare och längre perioder i Frankrike och Spanien. 
Han deltog i Värmlands konstförenings utställningar i Karlstad 1952–1954 samt i Unga tecknare på Nationalmuseum 1951 och i flera samlingsutställningar, bland annat i Petit Palais i Paris 1955 där han medverkade med verket Artistes étrangers en France.